# Mary Ayubi
Mary Ayubi es una cineasta y periodista de Afganistán. Debido a su experiencia con los talibanes y las acciones bélicas en Afganistán, utiliza los medios de comunicación y el cine para documentar las acciones violentas de los talibanes y los derechos de las mujeres en Afganistán en relación con la violencia. Ayubi reside en Los Ángeles y prosigue su carrera como cineasta continuando la investigación y trabajando en un nuevo documental.

## Trayectoria
Ayubi recibió formación para participar en la realización de películas por parte de una ONG conocida como AINA en 2002. Participó en un programa de un año que dio lugar a la realización de varias películas, como Shadows y Afghanistan Unveiled. Estos dos documentales sirvieron para concienciar en todo el mundo sobre la violencia que sufren las mujeres en Afganistán. Estos documentales cambiaron la vida de Ayubi, convirtiéndola en una figura fundamental del movimiento por los derechos de la mujer en Afganistán. Teniendo en cuenta el contenido gráfico de los documentales, en concreto de Shadows, Mary se vio obligada a abandonar su país y trasladarse a Los Ángeles debido a las amenazas de los talibanes.

## Películas

### Afghanistan Unveiled
Esta película fue clave para reconocer las penurias de las mujeres de Afganistán afectadas por las acciones de los talibanes. El documental se centra en los derechos de las mujeres y las libertades. El principal objetivo del documental es reconocer a las mujeres que han sido blanco de la violencia de los talibanes y darles la oportunidad de contar sus historias y concienciar sobre las luchas de las vidas de las mujeres de todo Afganistán. Mujeres formadas por AINA viajaron por todo Afganistán para escuchar y contar las historias de las mujeres que se vieron afectadas por los talibanes. Desde historias de matanzas y amenazas de violencia, las mujeres cuentan sus historias para articular la falta de derechos existente y las experiencias asociadas a los talibanes.

### Shadows
Shadows es un segundo documental en el que Ayubi participó más activamente y que se creó como continuación del documental Afghanistan Unveiled. Shadows cuenta más historias de mujeres afectadas por la violencia asociada a los talibanes en Afganistán. Este documental cuenta historias truculentas sobre los secuestros y la violencia sexual a la que están sometidas las mujeres en Afganistán. A través de los documentales, se espera que se produzca un cambio en Afganistán en relación con los derechos y el trato a las mujeres.

## Filmografía
Afghanistan Unveiled, 2003 como periodista.
Shadows, 2004 como codirectora.

## Reconocimientos
- Nominación a los premios Emmy 2005 por Afganistán al descubierto.[5]
- Mary Ayubi ha recibido una beca en Villa Aurora en Los Ángeles para continuar con su investigación y trabajo en documentales relacionados con la violencia y la falta de derechos de las mujeres en Afganistán.[1]